# 舒拉维里-舒蒙特文化
舒拉维里-舒蒙特文化，也称为Shulaveri-Shomutepe-Aratashen文化， 是一种考古文化，存在于今格鲁吉亚、阿塞拜疆和亚美尼亚境内，以及晚期伊朗北部的部分地区新石器时代/新石器时代。 它大约从公元前七千年末持续到公元前五千年初。 

## 类型
舒拉维里-舒蒙特文化的名称来自格鲁吉亚Shulaveri 的相应考古遗址（自 1925 年起称为Shaumiani ）； Shomu-Tepe，位于阿塞拜疆的阿克斯塔法区；和Aratashen ，在亚美尼亚的亚拉拉特平原上。   Shulaveri-Shomu 文化在 I. Narimanov（1958 年至 1964 年间）在阿塞拜疆西部的 Shomutepe 和 Babadervis 遗址以及 AI Dzhavakhisvili 和 TN Chubinishvili 在格鲁吉亚东部的 Shulaveris Gora 遗址的发掘中得到了区分（从 1966 年到 1976 年）。 这些遗址的发现表明，同样的文化特征散布在小高加索山脉的北麓。 
舒拉维里-舒蒙特文化可根据其位置和物质文化分为三组。第一组发现于库拉中部附近的南高加索中部。该组包括现代阿塞拜疆的西部地区和现代格鲁吉亚东南部的下卡尔特利地区。该组中的站点包括 Shomutepe、Shulavris Gora、 Göytepe和 Mentesh Tepe。第二组包括纳希切万地区、米尔平原和穆甘草原。站点包括Kültepe I 、 Alikemek Tepesi 、Kamiltepe 和 Ilanly Tepe。这个群体以与美索不达米亚北部和伊朗的文化联系以及相对先进的冶金术而著称。第三组位于现代亚美尼亚的阿拉拉特平原，包括 Aratashen 和Aknashen-Khatunarkh遗址。 

## 背景
舒拉维里-舒蒙特文化涵盖了大约从公元前七千年末到公元前五千年初的时期。 大部分活动可追溯到公元前六千年后半期。 
虽然 Shulaveri-Shomutepe 复合体最初被归因于新石器时代，但现在它被认为是新石器时代的物质和文化范例，除了在 Khramis Didi-Gora 和 Arucho I 发现金属物体的上层之外 
Shulaveri-Shomu 文化早于Maykop和Kura-Araxes文化，它们在公元前 4000-2200 年左右在该地区蓬勃发展，以及青铜时代中期（约公元前 3000-1500 年） Trialeti 文化。 佐治亚州东部的Sioni 文化可能代表了从 Shulaveri 到 Kura-Arax 文化复合体的过渡。 

## 物质文化

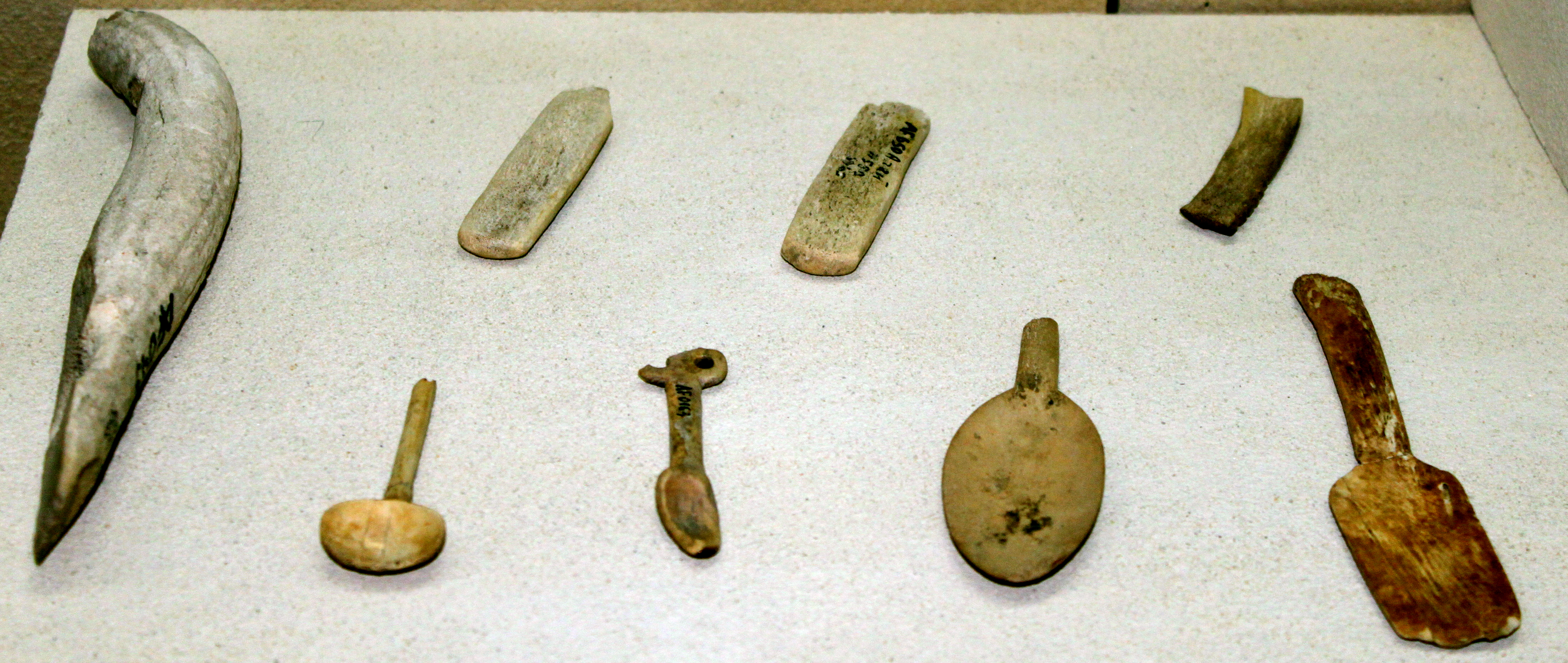
来自 Kultepe I、Babadervish 和 Shomutepe 遗址的骨勺、抛光工具和木板

舒拉维里-舒蒙特文化的人是熟练的农民，具有相对先进的动植物驯化知识。 在现场发现的证据表明，生计是基于谷物种植和家畜饲养。  从这种文化的最早阶段就发现了家养动物，包括山羊、绵羊、牛、猪和狗。 栽培植物种类繁多，包括 10 种小麦和几种大麦，以及燕麦、小米、高粱、扁豆、豌豆、豆类、栽培葡萄、甜瓜、酢浆草、苋菜和藜，也许表明长期栽培和本地驯化。 灌溉渠道的建设在一定程度上促进了农业生产。公元前 5900 年左右，Gadachrili 的村民试图使用运河系统将 Shulaveri 河引到附近的田地。这是高加索地区最古老的水资源管理范例。尝试似乎取得了成功，但由于水流缓慢导致沉积物沉积可能需要定期维护。 狩猎和捕鱼是次要的谋生手段；游戏包括各种各样的物种，包括鹿、野山羊、野牛、野马、野兔、狐狸、豺、瞪羚、浣熊、狼、乌龟和许多鸟类。鱼类包括鲇鱼、翻车鱼、鲮鱼、梭子鱼和鲟鱼。 
Shulaveri-Shomu 定居点集中在库拉河中游、阿拉拉特山谷和 Nakhchivan 平原地区。它们是在人造山丘上发现的，这些山丘是在同一地点的层堆积中出现的。定居点通常由三到五个村庄组成，面积通常不到 1 公顷，可能有数十或数百名居民；较大的地点，如 Khramis Didi Gora，面积可达 4 或 5 公顷，可能有数千名居民。 Qarabel Tepe 是米尔平原上一个大型而独特的新石器时代晚期遗址，由多个土丘组成，在 8 公顷的区域内发现了陶器和工具。较大的定居点可能在村庄群中发挥了核心作用。有些被战壕包围，这些战壕要么是防御性的，要么是用于仪式目的。虽然在几个地点发现了数米的沉积物，但它们可能只被占用了很短的时间。    
住区由泥砖砌成的圆形、椭圆形和半椭圆形单层和带圆顶屋顶的单间建筑组成。壁炉存在于住宅结构中。  这些建筑物根据其预期用途大小不同。较大的建筑物，直径从 2 到 5 米不等，被用作生活区，而较小的建筑物被用作存储区（直径 1-2 米）。  Shulaveri 和 Shomutepe 的建筑物入口采用狭窄的门口形式。地板可能涂有红赭石。屋顶中间的烟道提供了光线和通风。 
在舒拉维里-舒蒙特遗址中常见的小型半地下圆形粘土箱与住宅结构有关，并被解释为用于储存谷物或工具的容器。 
舒拉维里-舒蒙特文化早期的陶器很少，都是从美索不达米亚进口的。当地的陶瓷生产可追溯到公元前 5800 年左右。 带有雕刻装饰的手工陶器，由黑曜石制成的刀片、刻刀和刮刀，由骨头和鹿角制成的工具， 除了稀有的金属制品外，还包括小麦、籽、大麦和葡萄等植物残骸，在挖掘过程中还发现了动物骨骼（猪、山羊、狗和牛科动物）。 
在这些遗址中发现的主要是坐着的女性的拟人化雕像可能被用于与生育崇拜相关的宗教目的。  
Shulaveri-Shomu 遗址发现的杵主要由玄武岩 (50%)、变质岩 (34%) 和砂岩 (11%) 构成。 
粘土用于陶器的生产。玄武岩和熟料，后来的植物材料被用作陶器的回火剂。 
舒拉维里-舒蒙特的陶瓷生产水平： 
| I期  | 带凸底的粗盆               |
| II期 | 精美的陶器                 |
| Ⅲ期  | 粗糙的彩色和装饰陶瓷，平底 |
| Ⅳ期  | 染壶                       |
| V期  | 精细的红色抛光陶器         |

墓葬比较少见，主要发现在房屋地板或庭院下。 在 Mentesh Tepe 遗址，一座坟墓中有 31 具不同年龄的男性和女性的骨骼。 

## 最早的葡萄和酿酒

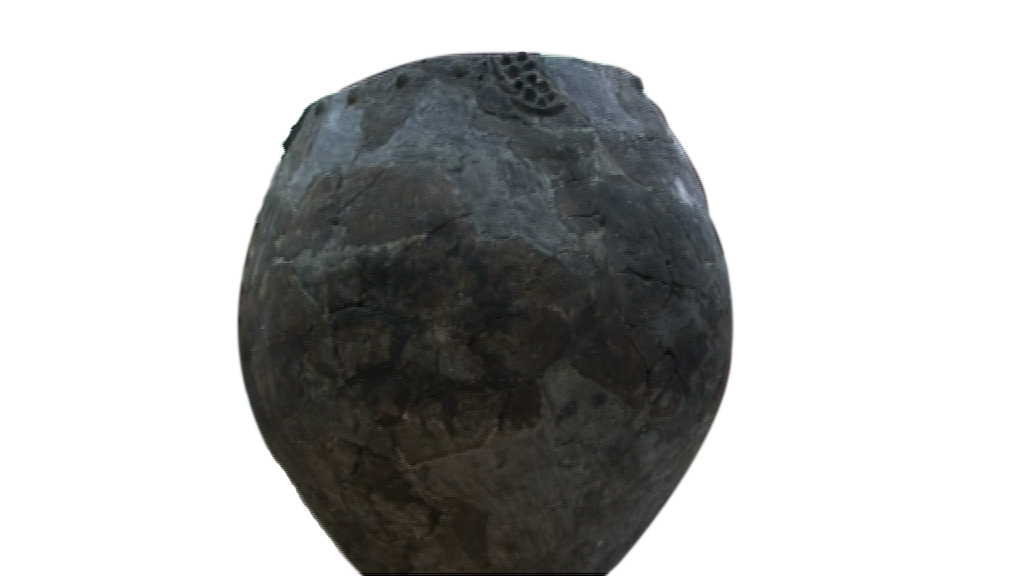
公元前 6 世纪的酒罐，发现于佐治亚州舒拉维里

世界上最早的驯化葡萄证据是在格鲁吉亚东南部馬爾內烏利市鎮靠近Shulaveri gora遗址的一般“Shulaveri 地区”发现的。具体来说，最近的证据来自同一地区 Imiri 村附近的Gadachrili gora ；碳测年指向公元前 6000 年左右的日期。  
对 Shulaveri-Shomu 遗址众多容量非常大的陶罐中的一些发现的有机化合物的化学分析表明，它们含有酒，并且可能用作发酵、熟化和盛酒的容器。这一证据可以追溯到公元前六千年早期，为近东酿酒和葡萄种植提供了最早的证据。 

## 地理链接
Shulaverian 物质文化的许多特征（圆形泥砖建筑、塑料设计装饰的陶器、拟人化的女性雕像、强调长棱柱刀片生产的黑曜石工业）被认为起源于近东新石器时代（ Hassuna ） ，哈拉夫）。 
骨基乐器的技术和类型与中东新石器时代的物质文化相似。在 Shomutepe 发现的带有 2 个小空洞的 quern 与在 Khramisi Didi-Gora（格鲁吉亚）发现的带有更多空洞的类似。大石器工具和赭石使用之间的相似性也使 Shulaveri-Shomu 文化更接近哈拉夫文化。在 Shulaveri–Shomu 遗址和叙利亚Tell Sabi Abyad 的新石器时代晚期地层中发现的杵和臼也彼此相似。 